# 15 Eridani
15 Eridani, som är stjärnans Flamsteed-beteckning, är en dubbelstjärna belägen i den mellersta delen av stjärnbilden Eridanus. Den har en kombinerad skenbar magnitud på ca 4,88 och är svagt synlig för blotta ögat där ljusföroreningar ej förekommer. Baserat på parallaxmätning inom Hipparcosuppdraget på ca 12,8 mas, beräknas den befinna sig på ett avstånd på ca 260 ljusår (ca 78 parsek) från solen. Den rör sig bort från solen med en heliocentrisk radialhastighet av ca 24 km/s.

## Egenskaper
Primärstjärnan 15 Eridani A är en orange till gul jättestjärna av spektralklass K0 III, som ingår i röda klumpen, befinner sig på den horisontella jättegrenen och genererar energi genom termonukleär fusion av helium i dess kärna. Den har en massa som är ca 2,3 solmassor, en radie som  är ca 10 solradier och utsänder ca 72 gånger mera energi än solen från dess fotosfär vid en effektiv temperatur av ca 5 000 K.
15 Eridani är en dubbelstjärna som har en omloppsperiod på 118,16 år med en excentricitet på 0,030 och en halv storaxel på 0,340 bågsekunder. Följeslagaren, 15 Eridani B, är en stjärna av skenbar magnitud 6,57.